# Останній імператор (фільм)
«Останній імператор» (англ. The Last Emperor) — біографічна драма режисера і сценариста Бернардо Бертолуччі, що вийшла 1987 року спільного виробництва Китаю, Італії, Великої Британії та Франції. У головних ролях Джон Лоун, Джоан Чень і Пітер О'Тул. Стрічку створено на основі реальних подій, що описані в автобіографії імператора Пуї
Сценаристом також був Марк Попелу, продюсером — Джеремі Томас. Вперше фільм продемонстрували 4 жовтня 1987 року в Японії на Токійському Міжнародному кінофестивалі. В Україні у кінопрокаті фільм не демонструвався.

## Сюжет
Стрічка розповідає про останнього імператора Китаю Пуї. Йому напророкували «десять тисяч років щастя», 1908 року, у віці трьох років, його звели на Трон Дракона, він міг робити все, окрім як полишати стіни його палацу. Пуї живе у Забороненому місті, куди не доходять вістки про зміни, проте зміни у 20 сторіччі вплинули на життя імператора.

## У ролях
| Актор       | Персонаж                                    | Роль                                   |
| ----------- | ------------------------------------------- | -------------------------------------- |
| Джон Лоун   | Пуї англ. Puyi                              | останній імператор Китаю               |
| Джоан Чень  | Ваньжун англ. Wanrong                       | дружина Пуї                            |
| Пітер О'Тул | Реджінальд Джонстон англ. Reginald Johnston | вчитель і наставник Пуї                |
| Ін Руоченґ  |                                             | начальниця центру утримання під вартою |
| Віктор Вонґ | Чень Боачень англ. Chen Baochen             | китайський чиновник                    |
| Меггі Хан   | «Східний Скарб» (Йосіко Кавасіма)           | принцеса, шпигунка японської армії     |

## Сприйняття

### Критика
Фільм отримав позитивні відгуки: Rotten Tomatoes дав оцінку 91 % на основі 57 відгуків від критиків (середня оцінка 8,1/10) і 88 % від глядачів (38,990 голосів). Загалом на сайті фільми має позитивний рейтинг, фільму зарахований «стиглий помідор» від кінокритиків і «попкорн» від глядачів, Internet Movie Database — 7,8/10 (57 473 голоси), Metacritic — 76/100 (15 відгуки критиків) і 8,8/10 від глядачів (23 голоси). Загалом на цьому ресурсі від критиків і від глядачів фільм отримав позитивні відгуки.

### Касові збори
Під час показу у США протягом першого (вузького, з 20 листопада 1987 року) тижня фільм показали у 5 кінотеатрах і він зібрав 149,460 $. Наступного (широкого, з 15 квітня 1988 року) тижня фільм показали у 877 кінотеатрах і він зібрав 3,398,662 $ (4 місце). Фільм зібрав у прокаті у США 43,984,230  доларів США (за іншими даними 43,984,000 $) при бюджеті 23 млн $ (за іншими даними 25 млн $).

### Нагороди і номінації
| Рік  | Нагорода                                           | Категорія                                   | Номінант                                               | Результат |
| ---- | -------------------------------------------------- | ------------------------------------------- | ------------------------------------------------------ | --------- |
| 1988 | 60-а церемонія вручення нагороди «Оскар»           | Найкращий фільм                             | Джеремі Томас                                          | Перемога  |
| 1988 | 60-а церемонія вручення нагороди «Оскар»           | Найкраща режисерська робота                 | Бернардо Бертолуччі                                    | Перемога  |
| 1988 | 60-а церемонія вручення нагороди «Оскар»           | Найкращий адаптований сценарій              | Марк Попелу, Бернардо Бертолуччі                       | Перемога  |
| 1988 | 60-а церемонія вручення нагороди «Оскар»           | Найкраща операторська робота                | Вітторіо Стораро                                       | Перемога  |
| 1988 | 60-а церемонія вручення нагороди «Оскар»           | Найкраща робота художника-постановника      | Фердінандо Скарфіотті, Бруно Чезарі, Освальдо Десідері | Перемога  |
| 1988 | 60-а церемонія вручення нагороди «Оскар»           | Найкращий дизайн костюмів                   | Джеймс Ачесон                                          | Перемога  |
| 1988 | 60-а церемонія вручення нагороди «Оскар»           | Найкращий звук                              | Білл Роу, Іван Шаррок                                  | Перемога  |
| 1988 | 60-а церемонія вручення нагороди «Оскар»           | Найкращий монтаж                            | Ґабріелла Крістіані                                    | Перемога  |
| 1988 | 60-а церемонія вручення нагороди «Оскар»           | Найкраща музика до фільму                   | Рюіті Сакамото, Девід Бірн, Конґ Су                    | Перемога  |
| 1988 | 45-та церемонія вручення нагороди «Золотий глобус» | Найкраща режисерська робота                 | Бернардо Бертолуччі                                    | Перемога  |
| 1988 | 45-та церемонія вручення нагороди «Золотий глобус» | Найкращий сценарій                          | Марк Попелу, Бернардо Бертолуччі, Енцо Унґарі          | Перемога  |
| 1988 | 45-та церемонія вручення нагороди «Золотий глобус» | Найкраща музика до фільму                   | Рюіті Сакамото, Девід Бірн, Конґ Су                    | Перемога  |
| 1988 | 45-та церемонія вручення нагороди «Золотий глобус» | Найкращий фільм — драма                     | стрічка                                                | Перемога  |
| 1988 | 45-та церемонія вручення нагороди «Золотий глобус» | Найкраща чоловіча роль — драма              | Джон Лоун                                              | Номінація |
| 1989 | 42-га Премія БАФТА у кіно                          | Найкращий дизайн костюмів                   | Джеймс Ачесон                                          | Перемога  |
| 1989 | 42-га Премія БАФТА у кіно                          | Найкращий фільм                             | Джеремі Томас, Бернардо Бертолуччі                     | Перемога  |
| 1989 | 42-га Премія БАФТА у кіно                          | Найкращий грим                              | Фабріціо Сфорца                                        | Перемога  |
| 1989 | 42-га Премія БАФТА у кіно                          | Найкраща чоловіча роль другого плану (кіно) | Пітер О'Тул                                            | Номінація |
| 1989 | 42-га Премія БАФТА у кіно                          | Найкраща операторська робота                | Вітторіо Стораро                                       | Номінація |
| 1989 | 42-га Премія БАФТА у кіно                          | Найкраща режисура                           | Бернардо Бертолуччі                                    | Номінація |
| 1989 | 42-га Премія БАФТА у кіно                          | Найкращий монтаж                            | Ґабріелла Крістіані                                    | Номінація |
| 1989 | 42-га Премія БАФТА у кіно                          | Найкраща робота художника-постановника      | Фердінандо Скарфіотті                                  | Номінація |
| 1989 | 42-га Премія БАФТА у кіно                          | Найкраща музика до фільму                   | Рюіті Сакамото, Девід Бірн, Конґ Су                    | Номінація |
| 1989 | 42-га Премія БАФТА у кіно                          | Найкращий звук                              | Іван Шаррок, Білл Роу, Лес Віґґінс                     | Номінація |
| 1989 | 42-га Премія БАФТА у кіно                          | Найкращі візуальні ефекти                   | Ґянетто Де Россі, Фабріціо Мартінеллі                  | Номінація |